# Partido Demócrata Cristiano Africano
El Partido Demócrata Cristiano Africano (en inglés: African Christian Democratic Party) o ACDP es un partido político sudafricano fundado en 1993. Consiste principalmente en cristianos conservadores y su doctrina se concentra principalmente en cuestiones sociales como el aborto, la homosexualidad y la pornografía. El líder del partido es Kenneth Meshoe. Es un partido minoritario, pero ha mantenido representación parlamentaria en todas las legislaturas de la Asamblea Nacional de Sudáfrica desde el establecimiento de la democracia en 1994. A partir de 2016, tiene tres diputados en el Parlamento, uno en la legislatura de Cabo Occidental, y 22 concejales en municipios de todo el país.
Tras las elecciones municipales de 2016, el ACDP y otros partidos minoritarios se unieron a Alianza Democrática (DA), principal partido de la oposición del país, para formar gobiernos de coalición en Nelson Mandela Bay, Johannesburgo, y Tshwane.

## Historia
Según informes periodísticos de la época, el ACDP se fundó el 9 de diciembre de 1993. Sin embargo, el partido afirma en su sitio web que se fundó el 16 o el 17 de enero de 1994 (es decir, exactamente cien días antes de las elecciones generales). Esto se debe a que el primer congreso oficial del partido tuvo lugar cien días antes de las elecciones. El manifiesto original del partido incluía normas cristianas, libertad religiosa, un sistema de libre mercado y derechos humanos bajo un sistema gubernamental federal.

## Resultados electorales
En su primera elección, el ACDP obtuvo dos escaños en el gobierno nacional. Esto convirtió al ACDP en el más pequeño de los siete partidos en la Asamblea Nacional electa en 1994. También obtuvieron tres escaños en el gobierno provincial. Un año después, el ACDP ganó tres escaños en las elecciones del gobierno local. De 1994 a 1999, cuatro concejales de otros partidos políticos desertaron al ACDP.
En 1999, el ACDP ganó siete escaños para convertirse en el sexto partido más grande en el Parlamento. El partido también ganó su primer asiento en el Consejo Nacional de Provincias. A nivel provincial, el partido ganó cuatro escaños. Un año después, el ACDP ganó 70 escaños en las elecciones del gobierno local.
En 2004, el ACDP obtuvo el 1.6% de los votos a nivel nacional, y el 7% de los votos a nivel provincial. Ahora eran el séptimo partido más grande, con 7 escaños en la Asamblea Nacional.
El partido perdió el 50% de su apoyo en las elecciones de 2009, y continuó perdiendo apoyo en las elecciones de 2014, donde ganó 3 escaños para escaparse al noveno partido más grande, así como a un escaño provincial en el Cabo Occidental.
|  | 0.45 % |

|  | 1.43 % |

|  | 1.60 % |

|  | 0.81 % |

|  | 0.57 % |

|  | 0.84 % |